# Souris (Wyspa Księcia Edwarda)
Souris – miasto (ang. town) w Kanadzie, we wschodniej części Wyspy Księcia Edwarda.